# Myers Park
A Myers Park Új-Zéland legnagyobb városa, Auckland belvárosában, a főutca, a Queen Street közelében található, 1915-ben alapított 2,4 hektáros közpark. A park területén jól megfigyelhetők az egész város alapját képező aucklandi vulkáni mező jellegzetességei, a hajdani lávafolyások maradványai. A meredek dombok között kialakult völgyben, a mai Karangahape Road által jelzett magaslati gerinc irányából kis patak futott a tenger felé és azt a város mai egyik fő kikötője, a Csendes-óceán felé nyíló Waitematā Harbour helyén érte el.

## Története
Az ősi lávafolyások közötti mély völgyet Auckland alapítása idején sűrű bozót takarta, mélyén patak folyt, nagyjából párhuzamosan a város Queen Street nevű korabeli – és mostani – főutcájával, egészen a kikötőig, ahol a tengerbe folyt. A patak a tenger felé haladva egyre több szennyvizet fogadott magába, ezért alsó szakaszát már a korai városrendezések idején befedték és tényleges csatornává alakították át, majd erre a sorsra jutott a felső szakasza is. Ez utóbbi helyen alakították ki Arthur Myers polgármester (1905-1909) kezdeményezésére a parkot, ami aztán a későbbiekben Myers nevét kapta.
Myers koncepciója alapján a 2,4 hektáros elhanyagolt területet Thomas Pearson, a városi parkok főfelügyelője alakította át gondozott parkká elsősorban azzal a céllal, hogy a környék lakói, és különösen a gyermekek számára alkalmas pihenőhely legyen. Pearson korábban többek között Rotoruában is dolgozott, az ő nevéhez fűződik az ottani Government Gardens nevű park kialakítása. 

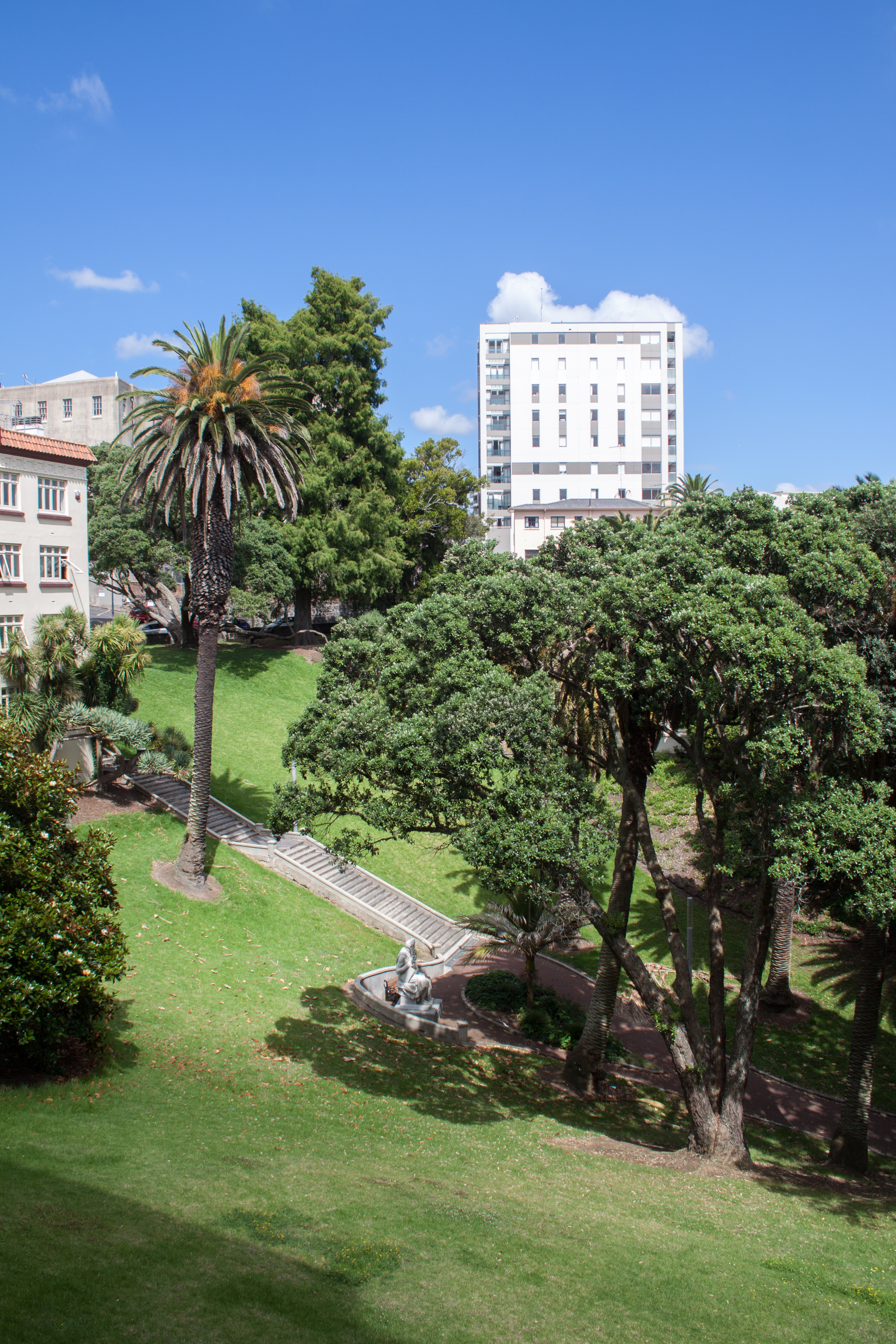
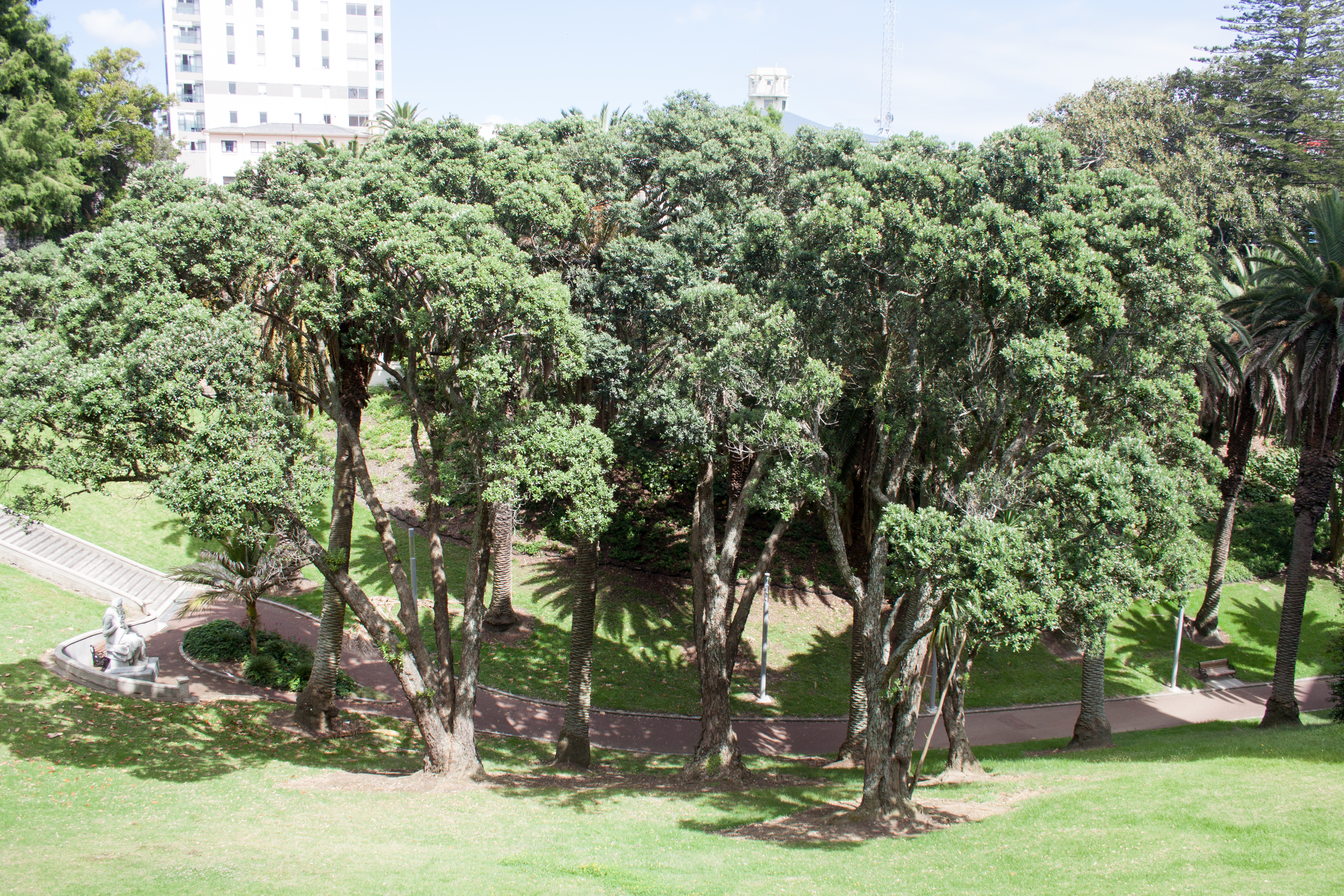
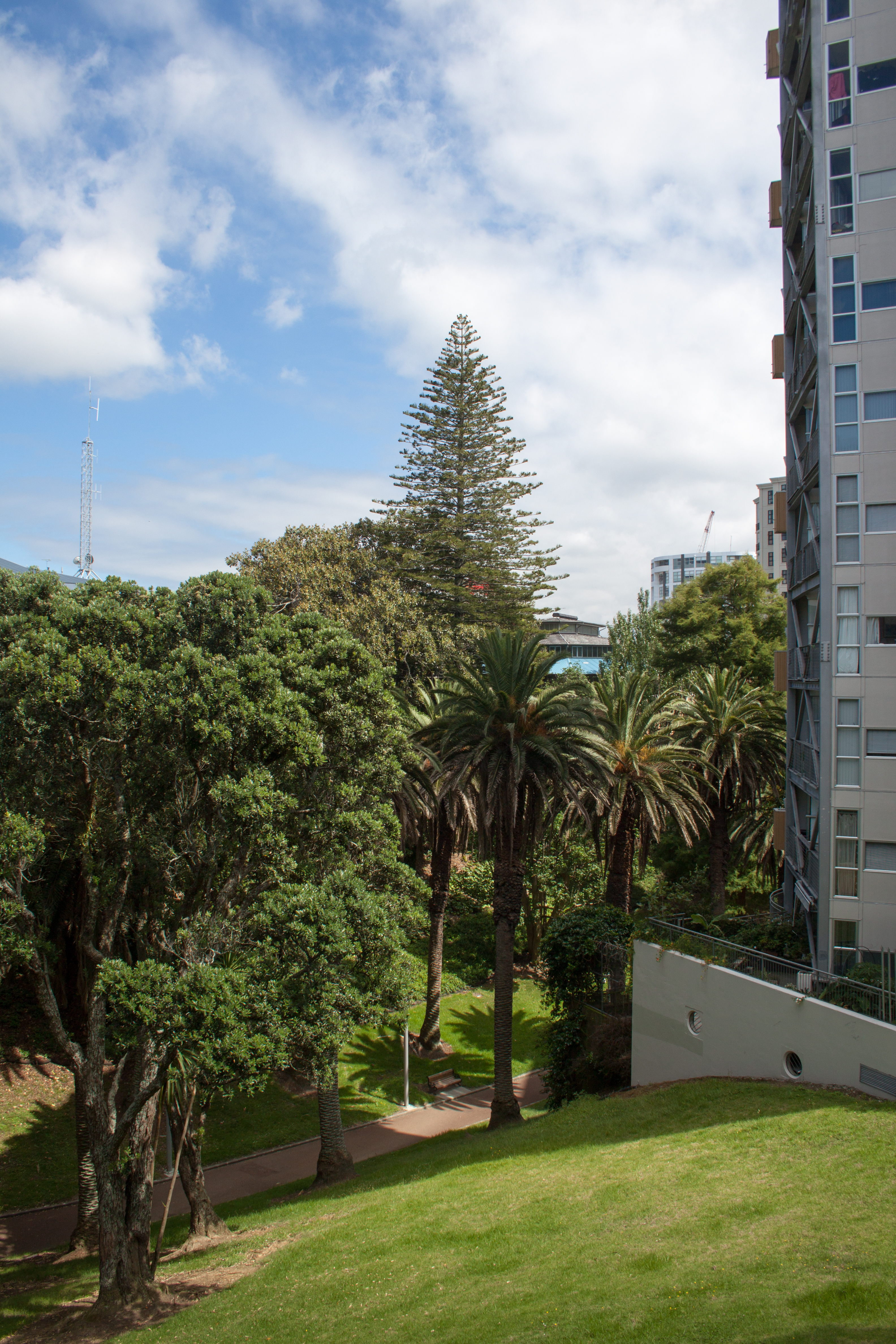

1915-ben Myers 4000 fontot adományozott egy ingyenes, a parkban a szegény családok számára felépítendő óvoda céljára. Az 1916 januárjában megnyílt épület a kor új-zélandi építészetének szép példája lett. A műemlék épület ma játszóházként, illetve az óvodai mozgalom központjaként működik.
2015-ben az aucklandi városi tanács a parkban nagy ünnepséggel emlékezett meg annak centenáriumáról.

## Fordítás
- Ez a szócikk részben vagy egészben a Myers Park, Auckland című angol Wikipédia-szócikk ezen változatának fordításán alapul.  Az eredeti cikk szerkesztőit annak laptörténete sorolja fel. Ez a jelzés csupán a megfogalmazás eredetét és a szerzői jogokat jelzi, nem szolgál a cikkben szereplő információk forrásmegjelöléseként.